# Gouverneur de Hong Kong
Le Gouverneur de Hong Kong (chinois simplifié : 香港总督 ; chinois traditionnel : 香港總督 ; pinyin : Xiānggǎng zǒngdū ; cantonais Jyutping : Hoeng1gong2 Zung2duk1 ; cantonais Yale : Hēunggóng Júngdūk ; abrégé  港督, Gǎngdū, cantonais Jyutping : Gong2duk1, cantonais Yale : Góngdūk) était le fonctionnaire du plus haut niveau du Royaume-Uni qui a géré Hong Kong pendant l'époque coloniale, entre 1841 et 1997, et qui était commandant-en-Chef ex officio  et Vice-Amiral de Hong Kong. 
À la fin du règne britannique et la rétrocession de Hong Kong à la république populaire de Chine en 1997, ce poste a été remplacé par un Chef exécutif. 

## Le gouverneur
Les pouvoirs et les fonctions du gouverneur ont été définis dans la Lettre patente de Hong Kong et des instructions royales. Le gouverneur, désigné par le monarque britannique sur la recommandation du Premier Ministre, a maintenu le pouvoir exécutif dans Hong Kong durant tout le mandat britannique, et à l'exception d'une brève expérience après la Seconde Guerre mondiale, aucune tentative sérieuse n'a été faite pour instaurer un gouvernement représentatif, sauf vers la fin du mandat britannique. 
Le gouverneur a désigné la plupart des membres, si pas tous, de la législature de la colonie soit le conseil législatif de Hong Kong (connu généralement par son sobriquet de « LegCo »), qui était en grande partie un corps consultatif avant que les premières élections indirectes, par le gouvernement britannique de LegCo n'eurent lieu en 1985. Tous les membres du conseil exécutif de Hong Kong (« ExCo »), effectivement cabinet du Gouvernement, ont été nommés aussi par le Gouverneur. Au début, les deux Conseils ont été dominés par des expatriés britanniques. Les Chinois de Hong Kong n'ont été représentant que plus tard, et leur proportion est ensuite progressivement montée dans les années ultérieures. Les premières élections législatives par la population (en) ont lieu en 1991.
Le Gouverneur est le Président du Conseil exécutif, et jusqu'en 1993, du Conseil Législatif. 
Chris Patten était le seul politicien professionnel à être gouverneur de Hong Kong, ses prédécesseurs ayant tous été du corps diplomatique.

## Résidence des gouverneurs
- Le premier gouverneur, Sir Henry Pottinger résidait dans l'ancien bâtiment de la mission française de 1843 à 1846. Le bâtiment abrite maintenant la cour suprême de Hong Kong. Son successeur, John Francis Davis y a également vécu pendant un moment, avant de s'installer sur Caine Road.
- Du 4e gouverneur (Sir John Bowring) jusqu'au dernier (Chris Patten), tous ont résidé à Government House.

## Liste des gouverneurs
Hong Kong a eu 28 gouverneurs et 9 administrateurs:
| N°                                                | De               | à                 | Gouverneur                                                            | Administrateur                                                                   |
| ------------------------------------------------- | ---------------- | ----------------- | --------------------------------------------------------------------- | -------------------------------------------------------------------------------- |
|                                                   | janvier 1841     | août 1841         |                                                                       | Capt. Charles Elliot (義律)                                                      |
|                                                   | août 1841        | juin 1843         |                                                                       | Sir Henry Pottinger (砵甸乍)                                                     |
| 1                                                 | juin 1843        | mai 1844          | Sir Henry Pottinger (砵甸乍)                                          |                                                                                  |
| 2                                                 | mai 1844         | mars 1848         | Sir John Francis Davis (戴維斯 sinon 爹核士)                          |                                                                                  |
|                                                   | mars 1848        | mars 1848         |                                                                       | William Staveley                                                                 |
| 3                                                 | mars 1848        | avril 1854        | Sir George Bonham (文咸)                                              |                                                                                  |
| 4                                                 | avril 1854       | mai 1859          | Sir John Bowring (寶寧)                                               |                                                                                  |
|                                                   | mai 1859         | septembre 1859    |                                                                       | William Caine                                                                    |
| 5                                                 | septembre 1859   | mars 1865         | Sir Hercules Robinson (夏喬士·羅便臣), ultérieurement Lord Rosmead    |                                                                                  |
|                                                   | mars 1865        | mars 1866         |                                                                       | William T. Mercer (孖沙)                                                         |
| 6                                                 | mars 1866        | avril 1872        | Sir Richard Graves MacDonnell (麥當奴)                                |                                                                                  |
|                                                   | avril 1872       | avril 1872        |                                                                       | Henry Wase Whitfield (威菲路)                                                    |
| 7                                                 | avril 1872       | mars 1877         | Sir Arthur Edward Kennedy (堅尼地)                                    |                                                                                  |
|                                                   | mars 1877        | avril 1877        |                                                                       | John Cardiner Austin (柯士甸)                                                    |
| 8                                                 | avril 1877       | mars 1882         | Sir John Pope-Hennessy (軒尼詩)                                       |                                                                                  |
|                                                   | mars 1882        | mars 1882         |                                                                       | Malcolm Struan Tonnochy (杜老誌)                                                 |
|                                                   | mars 1882        | mars 1883         |                                                                       | Sir William H. Marsh (馬殊)                                                      |
| 9                                                 | mars 1883        | décembre 1885     | Sir George Bowen (寶雲)                                               |                                                                                  |
|                                                   | décembre 1885    | avril 1887        |                                                                       | Sir William H. Marsh (馬殊)                                                      |
|                                                   | avril 1887       | octobre 1887      |                                                                       | Major-General N.G. Cameron (金馬倫)                                              |
| 10                                                | octobre 1887     | mai 1891          | Sir George William Des Vœux (德輔)\|                                  |                                                                                  |
|                                                   | mai 1891         | décembre 1891     |                                                                       | Major-General Digby Barker (伯加)                                                |
| 11                                                | décembre 1891    | janvier 1898      | Sir William Robinson (威廉·羅便臣)                                    |                                                                                  |
|                                                   | février 1898     | novembre 1898     |                                                                       | Major-General Wilsone Black                                                      |
| 12                                                | novembre 1898    | juillet 1903      | Sir Henry Arthur Blake (卜力)                                         |                                                                                  |
|                                                   | novembre 1903    | juillet 1904      |                                                                       | Sir Francis Henry May (梅含理)                                                   |
| 13                                                | juillet 1904     | avril 1907        | Sir Matthew Nathan (彌敦)                                             |                                                                                  |
|                                                   | avril 1907       | juillet 1907      |                                                                       | Sir Francis Henry May (梅含理)                                                   |
| 14                                                | juillet 1907     | mars 1912         | Sir Frederick Lugard (盧押), ultérieurement Lord Lugard               |                                                                                  |
|                                                   | mars 1912        | juillet 1912      |                                                                       | Claud Severn (施勳)                                                              |
| 15                                                | juillet 1912     | Septembre 1918    | Sir Francis Henry May (梅含理)                                        |                                                                                  |
|                                                   | septembre 1918   | septembre 1919    |                                                                       | Claud Severn (施勳)                                                              |
| 16                                                | septembre 1919   | octobre 1925      | Sir Reginald Edward Stubbs (司徒拔)                                   |                                                                                  |
|                                                   | mars 1925        | Novembre 1925     |                                                                       | Claud Severn (史雲)                                                              |
| 17                                                | novembre 1925    | février 1930      | Sir Cecil Clementi (金文泰)                                           |                                                                                  |
|                                                   | février 1930     | mars 1930         |                                                                       | Wilfrid Southorn (修頓)                                                          |
| 18                                                | mai 1930         | mai 1935          | Sir William Peel (貝璐)                                               |                                                                                  |
|                                                   | mai 1935         | septembre 1935    |                                                                       | Wilfrid Southorn (修頓)                                                          |
|                                                   | septembre 1935   | novembre 1935     |                                                                       | Norman Smith (斯密夫)                                                            |
|                                                   | novembre 1935    | décembre 1935     |                                                                       | Wilfrid Southorn (修頓)                                                          |
| 19                                                | 12 décembre 1935 | 16 avril 1937     | Sir Andrew Caldecott (郝德傑)                                         |                                                                                  |
|                                                   | avril 1937       | octobre 1937      |                                                                       | Norman Smith (斯密夫)                                                            |
| 20                                                | novembre 1937    | septembre 1941    | Sir Geoffry Alexander Stafford Northcote (羅富國)                     |                                                                                  |
|                                                   | 6 septembre 1941 | 10 septembre 1941 |                                                                       | Norman Smith (斯密夫)                                                            |
| 21                                                | septembre 1941   | décembre 1941     | Sir Mark Aitchison Young (楊慕琦)                                     |                                                                                  |
| interrompu par l'invasion et occupation japonaise |                  |                   |                                                                       |                                                                                  |
|                                                   | décembre 1941    | février 1942      |                                                                       | Lt.-Général Takashi Sakai (酒井 隆) et Lt.-Général Masaichi Niimi (新見政一)     |
|                                                   | février 1942     | décembre 1944     | Lt.-Général Rensuke Isogai (磯谷廉介)                                 |                                                                                  |
|                                                   | février 1945     | août 1945         | Lt.-Général Hisakazu Tanaka (田中久一)                                |                                                                                  |
| Fin de l'occupation japonaise                     |                  |                   |                                                                       |                                                                                  |
|                                                   | août 1945        | septembre 1945    |                                                                       | Gouvernement provisoire de Sir Franklin Charles Gimson                           |
|                                                   | septembre 1945   | avril 1946        |                                                                       | Gouvernement militaire du Rear Admiral Sir Cecil Halliday Jepson Harcourt (夏愨) |
| 21                                                | mai 1946         | mai 1947          | Sir Mark Aitchison Young (楊慕琦)                                     |                                                                                  |
| 22                                                | juillet 1947     | décembre 1957     | Sir Alexander Grantham (葛量洪)                                       |                                                                                  |
|                                                   | décembre 1957    | janvier 1958      |                                                                       | Edgeworth Beresford David                                                        |
| 23                                                | janvier 1958     | mars 1964         | Sir Robert Brown Black (柏立基)                                       |                                                                                  |
|                                                   | mars 1964        | avril 1964        |                                                                       | Edmund Brinsley Teesdale                                                         |
| 24                                                | avril 1964       | octobre 1971      | Sir David Clive Crosbie Trench (戴麟趾)                               |                                                                                  |
|                                                   | octobre 1971     | novembre 1971     |                                                                       | Sir Hugh Selby Norman-Walker                                                     |
| 25                                                | novembre 1971    | avril 1982        | Sir Crawford Murray MacLehose (麥理浩), ultérieurement Lord MacLehose |                                                                                  |
|                                                   | avril 1982       | mai 1982          |                                                                       | Sir Philip Haddon-Cave (夏鼎基)                                                  |
| 26                                                | mai 1982         | décembre 1986     | Sir Edward Youde (尤德) (meurt en poste)                              |                                                                                  |
|                                                   | décembre 1986    | avril 1987        |                                                                       | Sir David Akers-Jones (鍾逸傑) (Gouverneur intérimaire)                          |
| 27                                                | avril 1987       | juillet 1992      | Sir David Wilson (衛奕信), ultérieurement Lord Wilson                 |                                                                                  |
|                                                   | juillet 1992     | juillet 1992      |                                                                       | Sir David Robert Ford (霍德)                                                     |
| 28                                                | juillet 1992     | juin 1997         | Chris Patten (彭定康), ultérieurement Lord Patten                     |                                                                                  |

## Endroits nommés d'après les gouverneurs et administrateurs
- Austin Road (Tsim Sha Tsui)
- Barker Road (The Peak, Hong Kong Island)
- Robert Black College (University of Hong Kong)
- Bonham Road (Mid-levels, Hong Kong)
- Bonham Strand and -West (Sheung Wan)
- Bowen Road (Happy Valley)
- Bowrington (Wanchai, Hong Kong)
- Caine Road (Upper Levels, Hong Kong)
- Caine Lane (Upper Levels, Hong Kong)
- Caldecott Road (Beacon Hill)
- Cameron Road (Tsimshatsui, Kowloon)
- Clementi Secondary School (North Point)
- Davis Street (Kennedy Town)
- Mount Davis, Hong Kong
- Des Voeux Road (West and Central), (Central, Hong Kong à Sai Ying Pun)
- Hennessy Road Wanchai, Hong Kong
- Kennedy Road Wanchai, Hong Kong
- Kennedy Town (Hong Kong Island)
- Lugard Road (Mid-levels)
- Macdonnell Road (Mid-levels)
- May Road (Mid-levels)
- MacLehose Trail (Tuen Mun à Sai Kung)
- Mercer Street (Yau Ma Tei)
- Nathan Road (Tsim Sha Tsui à Mong Kok)
- Peel Street (Central, Hong Kong)
- Pottinger Street, Central, Hong Kong
- Robinson Road (Mid-levels)
- Severn Road (The Peak, Hong Kong Island)
- Sir Cecil's Ride (Hong Kong Island)
- Southorn Sports Ground (Wan Chai)
- Stubbs Road (Happy Valley)
- Sir David Trench Hospital (Nam Long Shan)
- Lord David Wilson Trail (Hong Kong Island)